# Charles Townshend (Politiker)

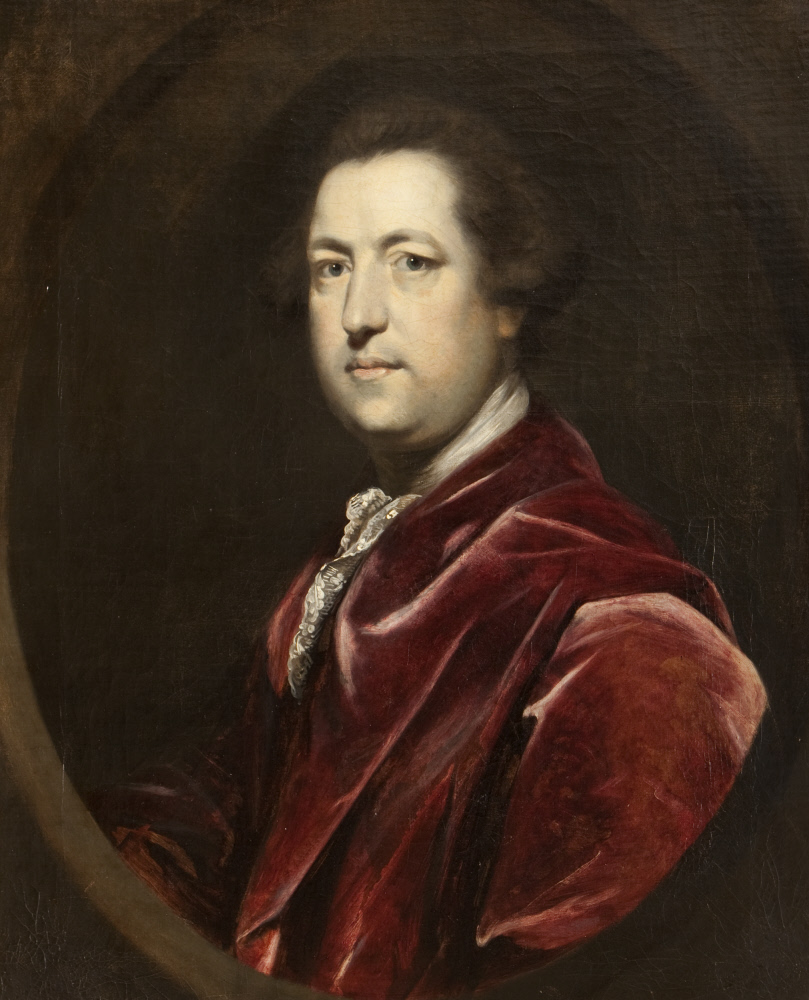
Charles Townshend, um 1765

Hon. Charles Townshend (* 29. August 1725 in  Raynham Hall, Norfolk; † 4. September 1767 in London) war ein britischer Aristokrat und Politiker.

## Leben
Charles Townshend wurde als zweiter Sohn von Charles Townshend, 3. Viscount Townshend, und dessen Gattin Audrey Ethelreda Harrison auf dem Familiensitz Raynham Hall geboren. Seine Mutter war für ihre Offenheit und Schlagfertigkeit bekannt, Eigenschaften, die sie an ihren Sohn weitergab. Townshend absolvierte ab 1745 ein Studium an der Universität Leiden in den Niederlanden gemeinsam mit einer kleinen Gruppe von weiteren Briten, die später bekannte Persönlichkeiten wurden, darunter die Politiker William Dowdeswell, John Wilkes und Reverend Alexander Carlyle, der in seiner Autobiografie einige von ihren dortigen Erlebnissen niederschrieb.
Zurück in Großbritannien wurde Townshend erstmals 1747 ins britische House of Commons gewählt. Von 1747 bis 1756 war er Abgeordneter für Great Yarmouth in Norfolk, anschließend von 1756 bis 1761 Abgeordneter für Saltash in Cornwall und dann von 1761 bis 1767 Abgeordneter für Harwich in Essex. Öffentliche Aufmerksamkeit erregte er erstmals im Jahr 1753, als er gegen den Marriage Act von Philip Yorke, 1. Earl of Hardwicke, kämpfte, wonach Eheschließungen auf eine strengere juristische Grundlage gestellt wurden. Seine heftige Opposition gegen dieses Gesetz, das angenommen wurde, wird damit erklärt, dass er als jüngerer Sohn auf die Heirat mit einer reichen Erbin angewiesen gewesen sei. Tatsächlich heiratete er 1755 Lady Caroline Campbell († 1794), die älteste Tochter von John Campbell, 2. Duke of Argyll und Witwe von Francis Scott, Earl of Dalkeith, Sohn von Francis Scott, 2. Duke of Buccleuch. Das Paar hatte zwei Söhne und eine Tochter.
Im April 1754 wurde Townshend, der seit 1749 Mitglied des Board of Trade gewesen war, Lord of the Admiralty. 1755 musste er jedoch von diesem Amt zurücktreten, nachdem er die Politik der Admiralty scharf kritisiert hatte. Aber schon im Jahr darauf erhielt er das lukrative Amt des Treasurer of the Chamber. Als er jedoch einen seiner Parteigänger, Sir William Burrell, im Board of the Admiralty installieren wollte und dies abgelehnt wurde, trat er erneut zurück. Unter Premierminister William Pitt wurde er 1766 Schatzkanzler. Da Pitt kurz darauf schwer erkrankte, wurde Townshend der starke Mann in der Regierung. Er galt allgemein als brillanter und eloquenter Finanzpolitiker, dem es aber letztlich an politischem Instinkt fehlte.
Als Schatzkanzler setzte sich Townshend dafür ein, dass die Steuer auf Grundbesitz in der bisherigen Höhe (vier Shilling auf ein Pfund) beibehalten werden solle gegen die Bestrebungen, diese Steuer um einen Shilling zu reduzieren, konnte sich damit aber nicht durchsetzen. Dieser Vorgang bedeutete eine empfindliche politische Niederlage für Pitt, der zunehmend Abneigung gegen Townshend entwickelte, der zudem Anweisungen von Pitt nicht immer befolgte. Da Townshend jedoch über großen politischen Einfluss verfügte, sah Pitt davon ab, ihn abzusetzen. Townshend versuchte, das Defizit in der Staatskasse aufgrund der reduzierten Steuereinnahmen durch neue Einkommensquellen in Amerika zu kompensieren. So ersann er neue Steuern für verschiedene Waren wie Glas, Papier und Tee, wenn sie nach Amerika exportiert wurden, zusammengefasst als die Townshend Acts. Damit sollten 40.000 Pfund zusätzliche Steuern eingenommen werden. Die Folgen dieser Steuergesetze und die Opposition in den Kolonien dagegen waren letztlich Anlass für die Boston Tea Party und den Amerikanischen Unabhängigkeitskrieg.
In Anerkennung seiner Verdienste wurde am 28. August 1767 seiner Gattin der erbliche Adelstitel einer Baroness Greenwich, mit Erbregelung zugunsten seiner beiden Söhne, verliehen. Die Verleihung erfolgte nicht direkt an Townshend, damit dieser seinen Sitz im House of Commons nicht zugunsten eines Sitzes im House of Lords aufgeben musste. Nur wenig später starb Charles Townshend unerwartet. Da seine beiden Söhne unverheiratet und ohne Nachkommen vor seiner Witwe starben, erlosch der Adelstitel bei deren Tod 1794.
1753 wurde der Ort Townshend im heutigen US-Bundesstaat Vermont nach ihm benannt.